# Hoàng thành Thăng Long
Hoàng thành Thăng Long (chữ Hán: 昇龍皇城; Hán-Việt: Thăng Long Hoàng thành) là quần thể di tích gắn với lịch sử kinh thành Thăng Long - Đông Kinh và tỉnh thành Hà Nội bắt đầu từ thời kì tiền Thăng Long (An Nam đô hộ phủ thế kỷ VII) qua thời Đinh - Tiền Lê, phát triển mạnh dưới thời Lý, Trần, Lê và thành Hà Nội dưới triều Nguyễn. Đây là công trình kiến trúc các triều vua xây dựng trong nhiều giai đoạn lịch sử và trở thành một trong những di tích quan trọng bậc nhất trong hệ thống các di tích Việt Nam.
Vào lúc 20 giờ 30, ngày 31/7/2010 theo giờ địa phương tại Brasil, tức 6 giờ 30 ngày 1/8/2010 theo giờ Việt Nam, Ủy ban di sản thế giới (WHC) thuộc Tổ chức Giáo dục, Khoa học và Văn hóa Liên Hợp Quốc (UNESCO) đã thông qua nghị quyết công nhận khu Trung tâm Hoàng thành Thăng Long - Hà Nội là di sản Văn hóa thế giới. Những giá trị nổi bật toàn cầu của khu di sản này được ghi nhận bởi 3 đặc điểm nổi bật: chiều dài lịch sử văn hóa suốt 13 thế kỷ; tính liên tục của di sản với tư cách là một trung tâm quyền lực, và các tầng di tích di vật đa dạng, phong phú, sinh động.

## Các giá trị nổi bật
Ủy ban Di sản thế giới đã công nhận khu Trung tâm Hoàng thành Thăng Long - Hà Nội là Di sản Văn hóa thế giới dựa trên 3 tiêu chí (trong số 6 tiêu chí của UNESCO).

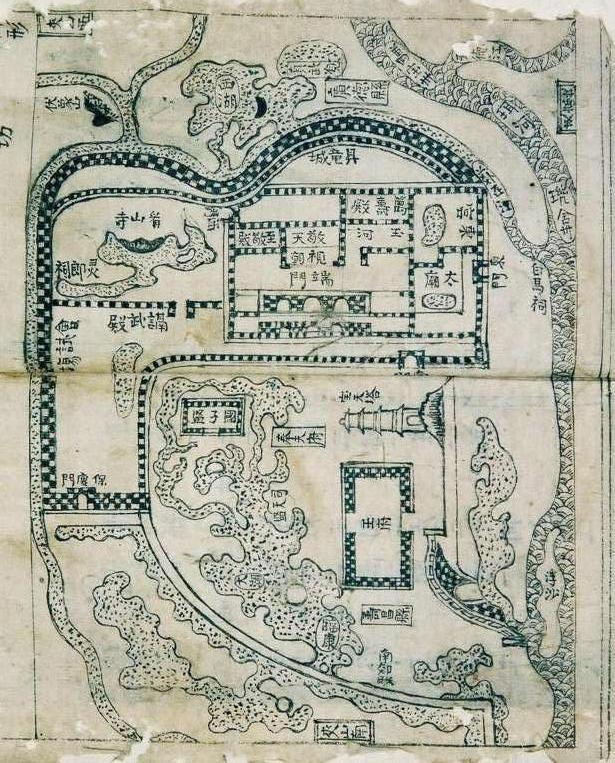
Họa đồ kinh thành Đông Kinh thời Lê với sông Nhị chảy ở phía đông, tháp Báo Thiên ở giữa, vương phủ chúa Trịnh chếch ở phía nam tháp, hồ Tây ở phía bắc và thành Đông Kinh gồm hai vòng lũy nằm giữa hồ Tây và tháp Báo Thiên

- Tiêu chí II: Những di tích trên mặt và khai quật được trong lòng đất tại khu Trung tâm Hoàng thành Thăng Long – Hà Nội là minh chứng về quá trình giao lưu văn hóa lâu dài, là nơi tiếp nhận nhiều ảnh hưởng văn hóa từ bên ngoài, nhiều học thuyết, tư tưởng có giá trị toàn cầu của văn minh nhân loại, đặc biệt là Phật giáo và Nho giáo, thuyết phong thủy, mô hình vương thành phương Đông, mô hình kiến trúc quân sự phương Tây (thành Vauban), để tạo dựng nên những nét độc đáo, sáng tạo của một trung tâm chính trị, kinh tế, văn hóa của một quốc gia vùng châu thổ sông Hồng. Kết quả giao thoa, tiếp biến văn hóa đó được biểu đạt trong tạo dựng cảnh quan, quy hoạch các khu cung điện, trong nghệ thuật kiến trúc và nghệ thuật trang trí cung đình với diễn biến văn hóa đa dạng qua các thời kỳ lịch sử.
- Tiêu chí III: Khu Trung tâm Hoàng thành Thăng Long - Hà Nội là minh chứng duy nhất về truyền thống văn hóa lâu đời của người Việt ở châu thổ sông Hồng trong suốt lịch sử liên tục 13 thế kỷ (trải dài từ thời tiền Thăng Long, qua thời Đinh - Tiền Lê, đến thời kỳ Thăng Long - Đông Kinh - Hà Nội với các vương triều Lý - Trần - Lê - Nguyễn) và vẫn được tiếp nối cho đến ngay nay. Những tầng văn hóa khảo cổ, di tích kiến trúc và nghệ thuật của di sản phản ánh một chuỗi lịch sử nối tiếp nhau liên tục của các vương triều cai trị đất nước Việt Nam trên các mặt tư tưởng, chính trị, hành chính, luật pháp, kinh tế và văn hoá trong gần một ngàn năm. Trên thế giới rất hiếm tìm thấy một di sản thể hiện được tính liên tục dài lâu như vậy của sự phát triển chính trị, văn hoá như tại khu Trung tâm Hoàng thành Thăng Long - Hà Nội.
- Tiêu chí VI: Khu Trung tâm Hoàng thành Thăng Long - Hà Nội minh chứng rõ nét về một di sản có liên hệ trực tiếp với nhiều sự kiện trọng đại của lịch sử của một quốc gia dân tộc vùng Đông Nam Á trong mối quan hệ khu vực và thế giới. Di sản đề cử là bằng chứng thuyết phục về sức sống và khả năng phục hưng của một quốc gia sau hơn mười thế kỷ bị nước ngoài đô hộ. Di sản đề cử còn ghi đậm dấu ấn thắng lợi của một nước thuộc địa trong cuộc đấu tranh chống chủ nghĩa thực dân, giành độc lập dân tộc, có ảnh hưởng rộng lớn trong phong trào giải phóng dân tộc trên thế giới bao gồm hai cuộc chiến tranh giành độc lập và thống nhất của Việt Nam.

## Lịch sử phát triển

### Giai đoạn Tiền Thăng Long
Thời kỳ Nhà Đường, An Nam được chia thành 12 châu với 50 huyện, Tống Bình là trung tâm của An Nam đô hộ phủ, lần đầu tiên vùng đất sau này là kinh thành Thăng Long nắm giữ vai trò một trung tâm quyền lực chính trị. Năm 866, viên tướng nhà Đường là Cao Biền xây dựng một thành trì mới, Tống Bình được đổi tên thành Đại La – thủ phủ của Tĩnh Hải quân. Theo truyền thuyết, khi đắp thành, Cao Biền thấy một vị thần hiện lên tự xưng là thần Long Đỗ. Vì vậy, sử sách còn gọi Thăng Long là đất Long Đỗ.
Cuối thế kỷ IX, chính quyền trung ương nhà Đường suy yếu nghiêm trọng. Đầu thế kỷ X, các thế lực cát cứ nổi lên đánh giết lẫn nhau, tạo ra thế loạn chia cắt Ngũ Đại Thập Quốc. Khúc Thừa Dụ, khi đó là Hào trưởng Chu Diên, được dân chúng ủng hộ, đã tiến ra chiếm đóng phủ thành Đại La, tự xưng là Tiết độ sứ. Sau khi đã nắm được quyền lực thực tế trên đất Tĩnh Hải quân, ông đã cho xây dựng chính quyền dựa trên danh xưng của chính quyền đô hộ nhà Đường, nhưng thực chất là một chính quyền độc lập và do người Việt quản lý.
Năm 931, Dương Đình Nghệ đem quân từ Ái Châu ra Đại La đánh đuổi thứ sử Lý Tiến của nước Nam Hán. Lý Tiến bỏ chạy, Dương Đình Nghệ giải phóng thành Đại La giành quyền tự chủ cho đất nước Việt được 6 năm thì bị Kiều Công Tiễn giết hại. Năm 938, Ngô Quyền hạ thành Đại La, tiêu diệt Kiều Công Tiễn. Sau đó, ông chỉ huy trận Bạch Đằng, đánh bại quân Nam Hán, giết chết Hoằng Tháo. Mùa xuân năm 939, ông xưng là Ngô Vương, không đóng đô ở Đại La mà về Cổ Loa. Sau khi Đinh Tiên Hoàng dẹp loạn 12 sứ quân, các Triều đại Đinh, Tiền Lê đóng đô ở Hoa Lư. Đại La lúc này do Đô hộ phủ sĩ sư Lưu Cơ cai quản và tu sửa Hoàng thành quay về hướng nam (hướng về kinh đô Hoa Lư thay vì hướng về phương bắc như chính quyền đô hộ đã làm) vì thế mà vị quan này được coi là người "giao chìa khóa" thành Đại La cho Lý Thái Tổ.

### Giai đoạn Lý - Trần từ thế kỷ XI đến thế kỷ XIV
Quy hoạch Thăng Long thời Lý
Năm 1010, tại kinh đô Hoa Lư, vua Lý Thái Tổ ban chiếu dời đô để thiên đô về thành Đại La và đổi tên kinh thành này là Thăng Long. Lý Thái Tổ cùng các quần thần đã gấp rút xây dựng những công trình cơ bản của Kinh thành Thăng Long. Đến đầu năm 1011 thì hoàn thành. Khi mới xây dựng, Kinh thành Thăng Long được xây dựng theo mô hình Tam trùng thành quách gồm: vòng ngoài cùng gọi là La Thành hay Kinh Thành, vòng thành thứ hai là Hoàng Thành, giữa hai lớp thành này là nơi sinh sống của cư dân, lớp thành còn lại là Tử Cấm Thành hay Cấm Thành hay Long Phượng thành là nơi ở của nhà vua. Các thời sau đều theo cách ấy mà phân chia.

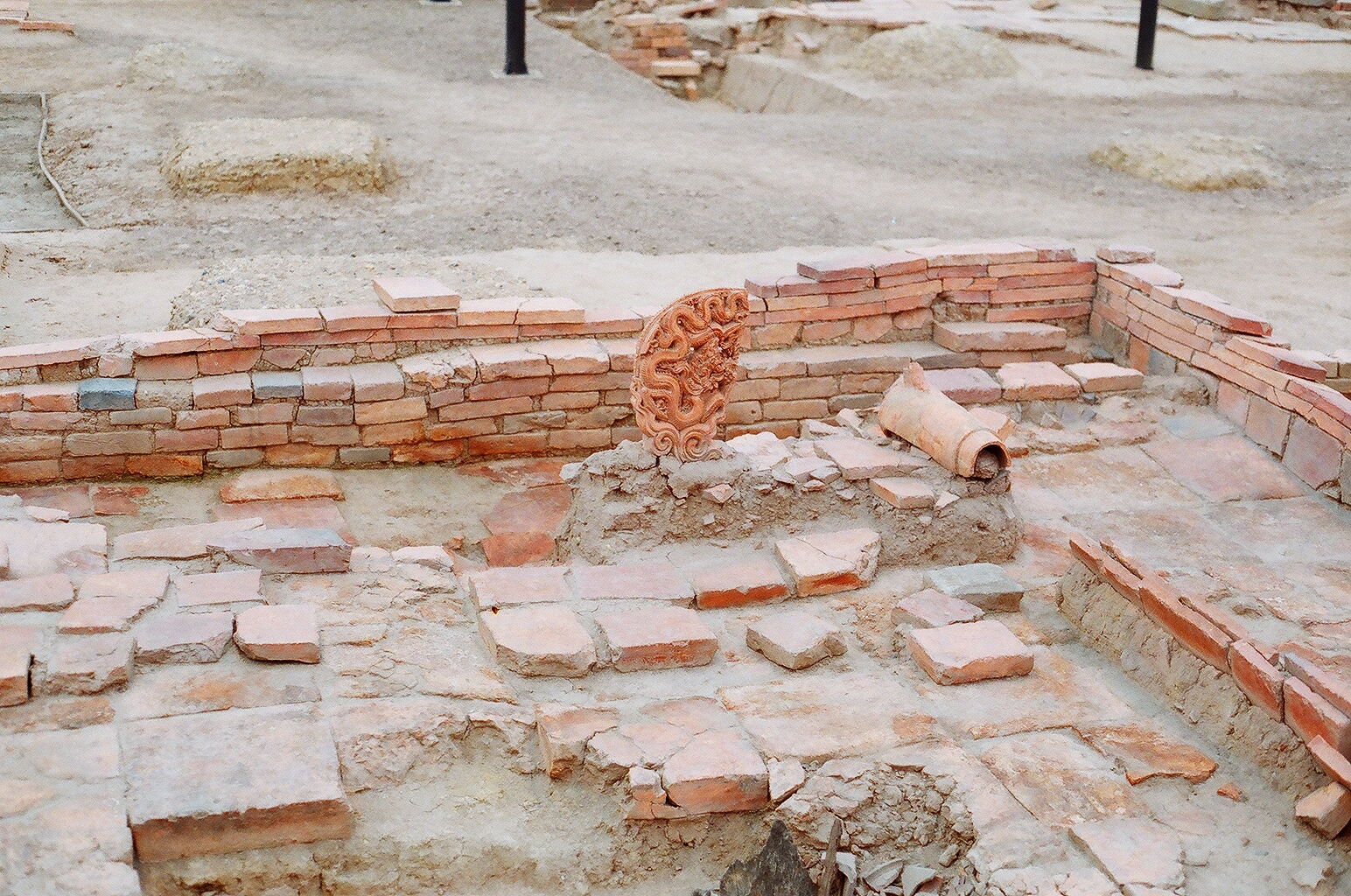
Rồng thời Lý trên các phù điêu bằng đất nung, khai quật tại khu vực số 18 Hoàng Diệu năm 2003

Mục Chiếu dời đô của sách Đại Việt sử ký toàn thư viết: ... Thành Đại La, đô cũ của Cao Vương (tức Cao Biền), ở giữa khu vực trời đất, được thế rồng cuộn hổ ngồi, chính giữa Nam Bắc Đông Tây, tiện nghi núi sông sau trước. Vùng này mặt đất rộng mà bằng phẳng, thế đất cao mà sáng sủa, dân cư không khổ thấp trũng tối tăm, muôn vật hết sức tươi tốt phồn thịnh. Xem khắp đất Việt đó là nơi thắng địa, thực là chỗ tụ hội quan yếu của bốn phương.
Ngay từ năm 1010, khi mới định đô Thăng Long, Lý Thái Tổ đã khởi công xây dựng Hoàng Thành và hàng loạt cung điện ở trong Hoàng Thành. Hoàng thành đắp bằng đất, phía ngoài có hào, mở 4 cửa: Tường Phù ở phía đông, Quảng Phúc ở phía tây, Đại Hưng ở phía nam, Diệu Đức ở phía bắc. Tuy còn những ý kiến khác nhau, nhưng căn cứ vào sử liệu và di tích còn lại, có thể xác định cửa Tường Phù mở ra phía Chợ Đông và khu phố buôn bán tấp nập của phường Giang Khẩu và đền Bạch Mã. Cửa Quảng Phúc mở ra phía chùa Một Cột và chợ Tây Nhai (chợ Ngọc Hà). Cửa Đại Hưng ở khoảng gần Cửa Nam hiện nay. Cửa Diệu Đức nhìn ra trước sông Tô Lịch, khoảng đường Phan Đình Phùng hiện nay. Những cung điện chính còn thấy trong sử sách như: điện Càn Nguyên là nơi thiết triều đặt trên núi Nùng tức núi Long Đỗ, hai bên tả hữu là điện Tập Hiền và điện Giảng Võ. Bên trái mở cửa Phi Long thông với cung Nghinh Xuân, bên phải mở cửa Đan Phượng thông với cung Uy Viễn, chính Bắc dựng điện Cao Minh. Thềm các quan chầu vua gọi là Long Trì có hành lang chạy xung quanh. Đằng sau điện Càn Nguyên là điện Long An và điện Long Thụy làm nơi nhà vua nghỉ ngơi. Bên trái xây điện Nhật Quang, bên phải xây điện Nguyệt Minh, đằng sau là cung Thúy Hoa là nơi ở của các phi tần.

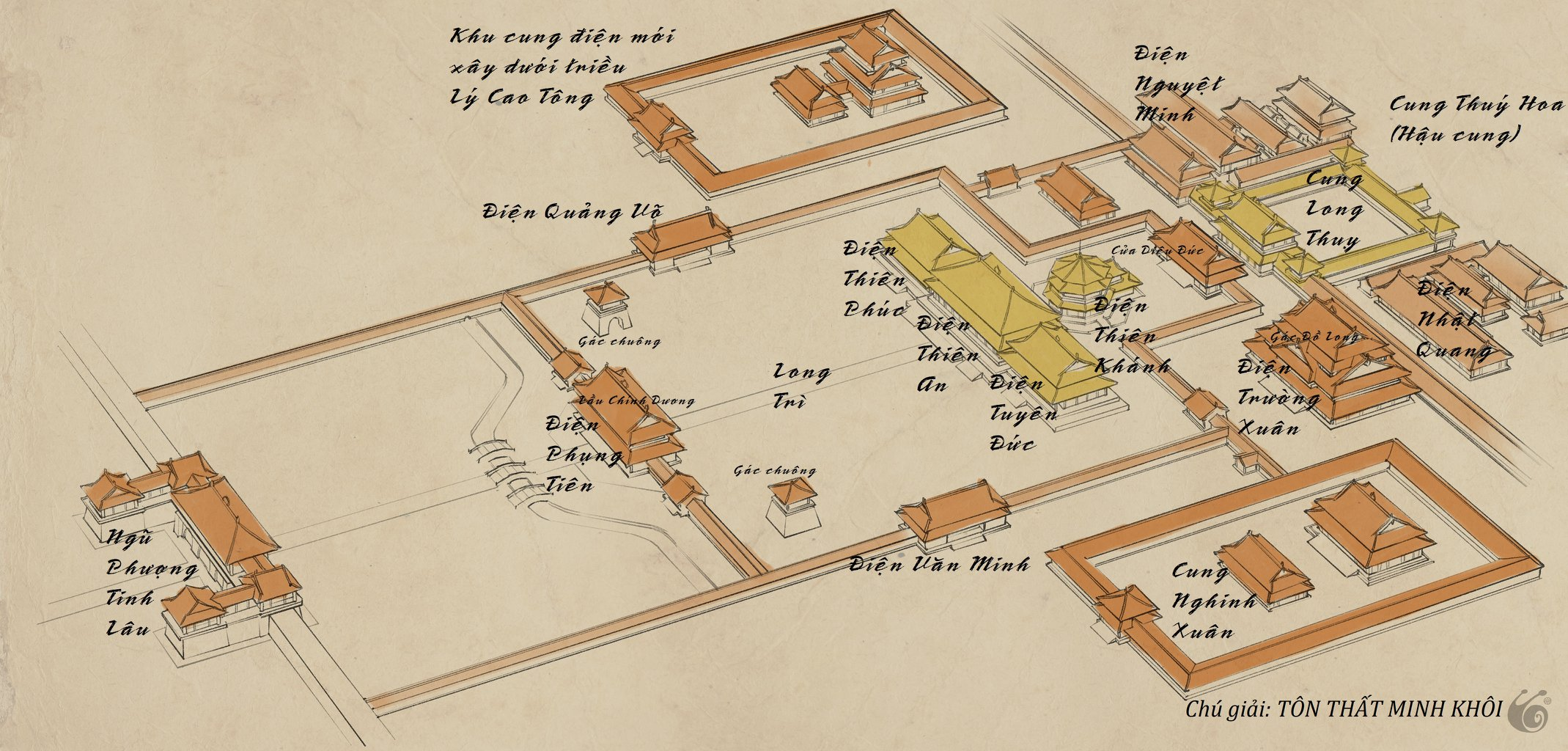
Sơ đồ phỏng dựng (mang tính tham khảo) khu Cấm thành Thăng Long thời Lý cùng chú giải một số tên cung điện chính.

Năm 1029, Lý Thái Tông xây dựng lại toàn bộ khu Cấm Thành sau khi nơi đây bị tàn phá bởi vụ Loạn tam vương. Trên nền cũ điện Càn Nguyên, Lý Thái Tông cho dựng điện Thiên An làm nơi thiết triều. Hai bên tả hữu là điện Tuyên Đức và điện Thiên Phúc. Phía trước điện Thiên An là sân Rồng có đặt một quả chuông lớn. Hai bên tả hữu sân rồng có đặt gác chuông. Phía đông, tây sân Rồng là điện Văn Minh và điện Quảng Vũ, phía trước sân rồng là điện Phụng Tiên, trên điện có lầu Chính Dương là nơi báo canh báo khắc. Sau điện Thiên An là điện Thiên Khánh hình Bát Giác. Sau điện Thiên Khánh là điện Trường Xuân. Trên điện Trường Xuân có gác Đồ Long. Từ điện Thiên Khánh nối với điện Thiên An ở phía sau đều có bắc cầu gọi là cầu Phượng Hoàng.
Năm 1203, vua Lý Cao Tông bắt đầu một đợt xây dựng mới. Cung điện mới được xây ở phía tây tẩm điện. Bên trái dựng điện Dương Minh, bên phải dựng điện Chính Nghi, ở trên xây điện Kính Thiên, thềm gọi là Lệ Giao. ở giữa mở cửa Vĩnh Nghiêm, bên phải mở cửa Việt Thành, thềm gọi là Ngân Hồng. Đằng sau xây điện Thắng Thọ. Bên trái xây gác Nhật Kim, bên phải xây gác Nguyệt Bảo, xung quanh dựng hành lang thềm gọi là Kim Tinh. Bên trái gác Nguyệt Bảo là tòa Lương Thạch, phía tây xây gác Dục Đường (nhà tắm). Phía sau xây gác Phú Quốc, thềm gọi là Phượng Tiêu. Phía sau dựng cửa Thấu Viên, ao Dưỡng Ngư,  trên ao xây đình Ngoạn Y. Ba mặt đình có trồng hoa thơm cỏ lạ nước thông với sông.

Ngoài ra các cung điện khác cũng được xây dựng liên tục, không đòi nào không có không mấy năm không có. Mỗi cung điện thường đều có tường bao xung quanh và làm cửa thông với cung điện khác. Ngoài cung điện, các vị vua nhà Lý còn cho xây dựng nhiều công trình văn hóa tín ngưỡng khác để phục vụ cho vua và hoàng tộc như: đền Quán Thánh, chùa Chân Giáo (nơi vua Lý Huệ Tông đã tu hành), đài Chúng Tiên dựng năm 1161 tầng trên lợp ngói bạc, hồ ao làm cảnh cũng được lập khá nhiều trong Hoàng thành. Năm 1049, đào hồ Kim Minh Vạn Tuế, đắp núi đá cao ba ngọn trên mặt hồ và xây cầu Vũ Phượng đi vào, 10 năm sau lại xây thêm điện Hồ Thiên bát giác ở đấy. Năm 1051 đào hồ Thụy Thanh, hồ Ứng Minh. Năm 1098, đào hồ Phượng Liên và xây tại đây điện Sùng Uyên, bên trái lập điện Huy Dương, đình Lai Phượng, bên phải dựng điện Ánh Thiềm, đình Át Vân, phía trước xây lầu Trường Minh, phía sau bắc cầu Ngoạn Hoa.
Nhiều vườn ngự cũng được dựng nên trong Hoàng thành. Mùa thu năm 1048, mở luôn 3 vườn ngự: vườn Quỳnh Lâm, vườn Thắng Cảnh và vườn Xuân Quang. Năm 1065, mở thêm vườn Thượng Lâm. 
Quy hoạch Thăng Long thời Trần

Mô phỏng tưởng tượng về quy hoạch Hoàng thành Thăng Long thời Trần dựa trên sử liệu (Nguồn: Nhà nghiên cứu Phạm Lê Huy và một số chỉnh sửa, bổ sung thêm)

Về quy hoạch xây dựng Thăng Long thời Trần, ta có thể hình dung dựa trên đoạn mô tả của các đoàn sứ Nguyên khi đến Đại Việt. Cửa chính của Cấm thành là Chính Dương môn, gồm cổng chính Dương Minh môn, 2 cổng phụ là Nhật Tân môn và Vân Hội môn. Đi qua Dương Minh môn là giếng trời rộng vài chục trượng, sau đó đến điện Tập Hiền, gác Minh Linh, 2 cửa nách là Kiều Ứng và Đồng Lạc. Từ chái bên phải đi đến là điện Đức Huy, từ chái bên trái đi tới là điện Thọ Quang, gác Minh Hà. Chính điện vẫn là Thiên An Ngự điện, giữ nguyên như cũ từ thời Lý. Vua ở cung Quan Triều, nền cũ là Tân điện của Lý Cao Tông, Thái Thượng hoàng ở cung Thánh Từ, nền cũ là cung Uy Viễn. Khu Thái miếu tiếp tục được tu bổ và trở thành nơi thờ cúng các tiên đế của cả 2 triều đại Lý-Trần. Cũng trong thời kì này, cung Thái tử được gọi là Sừ cung, Thái tử sẽ sinh sống và đào tạo trong Hoàng thành chứ không phải ở phủ riêng bên ngoài Hoàng thành như thời Lý. Các cung nữ ở trong cung Lệ Thiên hoặc Thưởng Xuân.
Giữa thế kỷ XIV lại dựng một vườn ngự nữa nối liền với hậu cung. Theo sử cũ còn ghi giữa vườn có đào một cái hồ lớn: "Trong hồ chất đá làm núi, trên bờ hồ trồng thông, trúc và nhiều thứ kỳ hoa diệu thảo khác thêm vào đấy là chim quý thú lạ. Bốn mặt khai cho sông nước thông vào, gọi hồ ấy là Lạc Thanh Trì. Về phía tây hồ trồng hai cây quế, dựng một tòa điện gọi là điện Lạc Thanh. Lại đào các hồ nhỏ khác, bắt người ở Hải Đông chở nước mặn chứa vào hồ ấy, để nuôi các loài hải sản như đồi mồi cá biển và các loại ba ba. Rồi bắt người Hóa Châu bắt cá sấu thả vào đấy. Lại có hồ Thanh Ngư để nuôi cá Thanh Phụ (cá diếc đuôi đỏ vảy biếc)... Lại làm dãy hành lang ở tây điện thẳng đến cửa Hoàng Phúc, dựng dãy Trường Lang từ gác Nguyên Huyền đến cửa Đại Triều phía tây.
Các cung điện dưới thời Trần được xây dựng với quy mô rất hoành tráng, có trình độ kỹ thuật cao. Thậm chí, trên các gác 2 có thể xây dựng hành lang rộng, có thể nối từ công trình kiến trúc này tới công trình kiến trúc khác.

### Giai đoạn Lê - Mạc từ thế kỷ XV đến thế kỷ XVIII
Sau khi chiến thắng giặc Minh, Lê Thái Tổ vẫn đóng đô ở Thăng Long nhưng đổi tên là Đông Kinh. Về cơ bản Đông Kinh thời Lê không khác nhiều Thăng Long đời Lý,Trần,Hồ, Lê Thái Tổ sửa chữa lại hoàng thành do cuộc chiến tranh chống quân Minh để lại.
Cung thành thời Lê có hình chữ nhật, tường thành được xây bằng gạch cao khoảng hơn 5m, cửa chính nằm ở phía Nam. Hai bên có hai cửa nách là Đông Tràng An và Tây Tràng An.  Năm 1428, Lê Thái Tổ cho xây dựng lại một loạt cung điện làm nơi thiết triều, nơi nhà vua làm việc và nơi ở của hoàng cung. Trục thần đạo đi từ Đoan Môn vào là cửa Chu Tước, điện Thị Triều, điện Kính Thiên, điện Cần Chánh và Hậu Cung. Tương truyền điện Ngọc Hà được xây trên nền của khu vực trước là 1 nhánh của sông Hồng. Sau này xây thành Đại La người ta đã lấp nhánh sông đó đi, nước dồn lại thành 1 cái hồ nằm ngay trước điện, muốn đi vào điện phải đi qua 1 cây cầu. Do đó mà điện mới có tên là điện Ngọc Hà. Ngoài ra, điện Vạn Thọ, là nơi ở của các hoàng đế nhà Lê trong suốt 100 năm tồn tại. Phía đông điện này là Đông Cung, nơi ở của Thái tử. Lê Thái Tổ cũng cho dựng nhiều cung điện lớn như Hội Anh, Cẩn Đức, Tường Quang, Giảng Võ, Thúy Ngọc, Thừa Hoa, Kim Loan, Bảo Quang, Thừa Thiên...
Từ năm 1490 cho đến thế kỷ XVI, kinh thành mới có nhiều thay đổi. Trong thời gian này tường hoàng thành cũng như Đại La thành luôn được xây đắp mở rộng thêm ra. Năm 1490, để đề phòng những nạn loạn đảng như Lê Nghi Dân đang đêm trèo tường vào giết Lê Nhân Tông ở trong cung, Lê Thánh Tông cho xây lại Hoàng Thành mở rộng thêm 8 dặm nữa. Công việc xây dựng trong 8 tháng mới xong. Trong Hoàng Thành, vua Lê Thánh Tông cũng cho xây thêm cung điện và lập vườn Thượng lâm để nuôi bách thú. Lê Hiến Tông, ông vua thứ 5 của triều đại Lê Sơ, trị vì từ năm 1497 đến năm 1504 lại cho xây dựng thêm nhiều cung điện tráng lệ: Thượng Dương, Giám Trị, Đồ Trị, Trường Sinh, hay điện Lưu Bôi với hệ thống dẫn nước từ xa về.Năm 1512, Lê Tương Dực giao Vũ Như Tô đứng ra trông nom việc dựng hơn 100 nóc cung điện nguy nga, lại khởi công làm Cửu Trùng Đài mà như sử cũ miêu tả là tuy chưa hoàn thành mà bóng rợp nửa hồ Tây. Năm 1514, Lê Tương Dực mở rộng Hoàng Thành thêm mấy nghìn trượng (mỗi trượng là 3m60) bao bọc cả điện Tường Quang, quán Trấn Vũ và chùa Kim Cổ Thiên Hoa.
Từ năm 1516 đến năm 1527 là năm nhà Mạc cướp ngôi nhà Lê, kinh thành Đông Kinh chìm trong loạn lạc. Hầu hết các cung điện kho tàng đền chùa cũng như phường phố bị thiêu đốt tàn phá nhiều lần. Trong nửa cuối thế kỷ XVI, cục diện Nam Bắc triều với một bên là nhà Mạc và một bên là Lê-Trịnh diễn ra quyết liệt với ưu thế ngày càng thuộc về phe Nam triều. Họ Trịnh lần lượt chiếm được nhiều tỉnh phía bắc như Ninh Bình, Hà Nam, Bắc Ninh... và đánh đến tận Thăng Long. Nhà Mạc phải rời bỏ kinh thành chạy lánh nạn nơi này nơi khác. Đông Kinh ngày một điêu tàn.
Đến năm 1585, không chịu nổi kiếp sống lưu vong trường kỳ như vậy, Mạc Mậu Hợp quyết định trở lại Đông Kinh. Một đợt xây dựng đại quy mô được khởi động.
Năm 1599, Trịnh Tùng đuổi được nhà Mạc lên Cao Bằng tiến về tiếp quản Thăng Long. Hoàng Thành được tu sửa trong một tháng để đón vua Lê ra. Rồi từ ấy trở đi những cung điện mới xây ở đều nằm trong phủ Chúa Trịnh.Thời Lê Trung Hưng, với sự hiện diện của lầu Kính Thiên trong phủ chúa Trịnh, điện Kính Thiên được sử dụng làm nơi thờ trời đất và diễn ra những nghi thức quan trọng như lễ lên ngôi và ban chiếu, lễ thánh thọ, lễ tiết chính đán... các vua Lê thời Lê Trung Hưng chủ yếu làm việc tại điện Cần Chánh.

### Giai đoạn từ kinh thành Thăng Long sang tỉnh Hà Nội

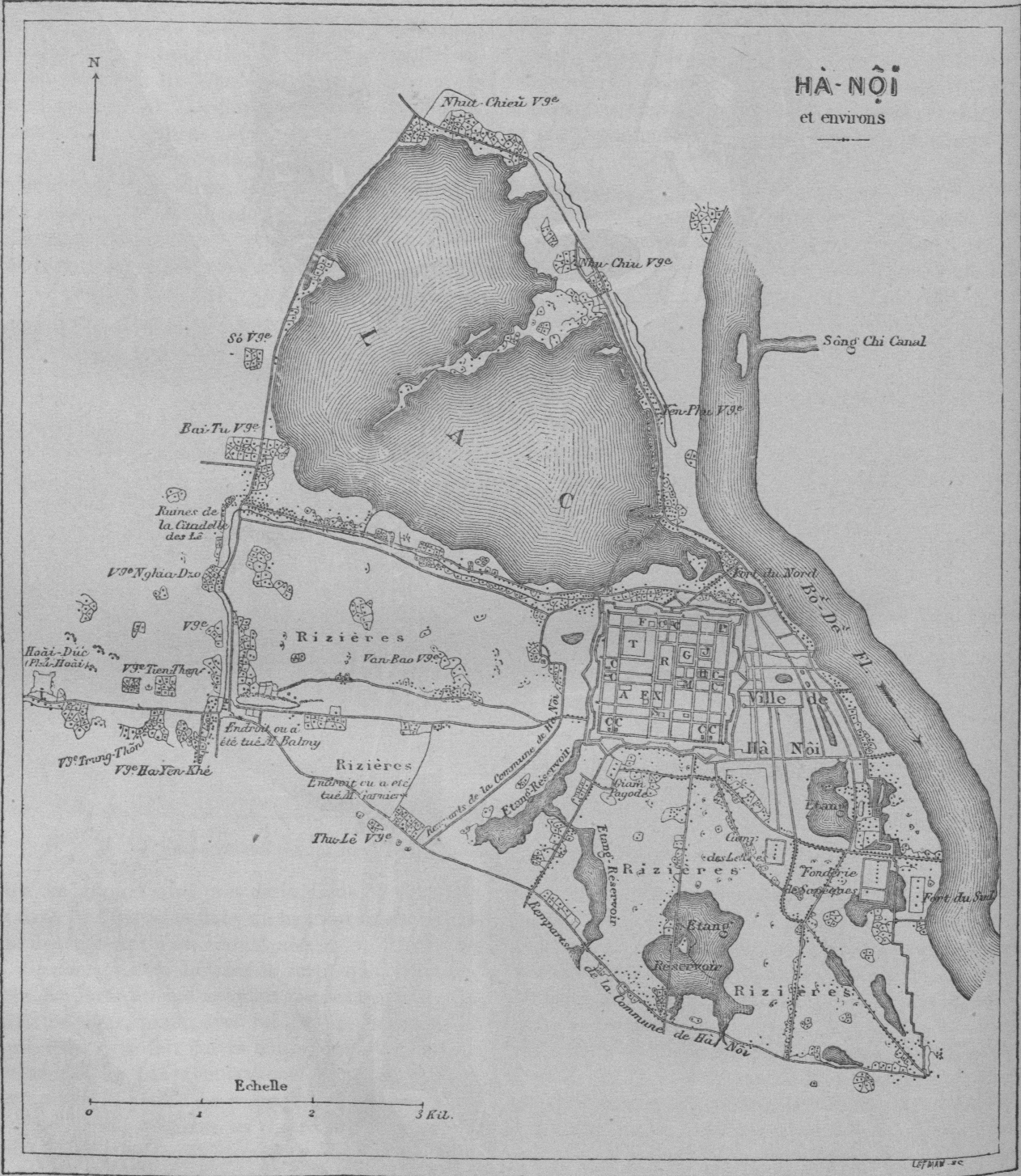
Bản đồ Hà Nội năm 1873 với khu vực thành cổ ở sát Hồ Tây

Năm 1788, Lê Chiêu Thống cầu viện nhà Thanh, Tôn Sĩ Nghị đem đại quân 29 vạn người sang chiếm Thăng Long không tốn một hòn đạn mũi tên. Đầu năm 1789, Quang Trung Nguyễn Huệ ra Bắc lần thứ ba đánh tan quân Thanh, Lê Chiêu Thống chạy sang Trung Quốc, triều Hậu Lê kết thúc, Quang Trung định đô ở Phú Xuân. Thăng Long chỉ còn là Bắc thành.
Năm 1802 sau khi tiêu diệt xong Tây Sơn, Nguyễn Ánh lên ngôi Hoàng Đế. Kinh đô vẫn được đặt ở Phú Xuân. Thăng Long vẫn mang tên gọi là Thăng Long nhưng chữ "Long" là rồng bị chuyển thành chữ "Long" nghĩa là thịnh vượng ý rằng nhà vua không còn ở đấy. Đồng thời những gì còn sót lại của Hoàng Thành sau những trận đại hủy diệt cuối thế kỷ XVIII cũng lần lượt bị các đời vua nhà Nguyễn chuyển nốt vào Phú Xuân phục vụ cho công cuộc xây dưng kinh thành mới. Chỉ duy có điện Kính Thiên và Hậu Lâu được giữ lại làm hành cung cho các vua Nguyễn mỗi khi Ngự giá Bắc thành.

Năm 1805, Gia Long cho phá bỏ tường của Hoàng Thành cũ vì cho rằng đây chỉ còn là Trấn Bắc thành nên không được có quy mô lớn hơn kinh thành Huế, mà Hoàng Thành Thăng Long thì rộng lớn quá. Gia Long cho xây dựng thành mới theo kiểu Vauban của Pháp. Về quy mô thì nhỏ hơn thành cũ nhiều.
Năm 1831, trong cuộc cải cách hành chính lớn Minh Mạng đã cho đổi tên Thăng Long thành tỉnh Hà Nội. Cái tên này tồn tại cho đến năm 1888 khi nhà Nguyễn chính thức nhượng hẳn Hà Nội cho Pháp. Người Pháp đổi Hà Nội thành thành phố. Đến khi chiếm xong toàn Đông Dương họ lại chọn đây là thủ đô của Liên Bang Đông Dương thuộc Pháp. Thành Hà Nội bị phá đi hoàn toàn để lấy đất làm công sở và trại lính cho người Pháp. Ngoại trừ cửa Bắc và cột cờ những gì còn sót lại của thành Hà Nội đến hôm nay chỉ là di chỉ khảo cổ và phục dựng.

### Giai đoạn tỉnh thành Hà Nội thời Nguyễn
Thành Hà Nội do Gia Long xây dựng cũng làm theo thể thức các tỉnh thành khác và điều chủ yếu là không được to rộng hơn Phú Xuân. Năm 1804, hoàng thành cũ bị phá và năm sau đó một thành chu vi nhỏ hơn (5 km) được xây theo kiểu Vauban của Pháp. Thành hình vuông mỗi bề chừng một cây số xung quanh là hào nước sâu. Bốn bức tường thành tương ứng với bốn con phố hiện nay là: phố Phan Đình Phùng ở phía Bắc, phố Lý Nam Đế ở phía Đông, phố Trần Phú ở phía Nam, đường Hùng Vương ở phía Tây.
Tường thành xây bằng gạch hộp chân thành xây băng đá xanh và đá ong. Tường cao 1 trượng 1 thước, dày 4 trượng. Thành mở ra 5 cửa là: cửa Đông (tương ứng với phố cửa Đông bây giờ), cửa Tây (tương ứng với phố Bắc Sơn hiện nay), cửa Bắc (nay vẫn còn), cửa Tây Nam (tương ứng với đoạn giao phố Chu Văn An và Nguyễn Thái Học bây giờ), cửa Đông Nam (tương ứng với đoạn giao phố Điện Biên Phủ và Nguyễn Thái Học bây giờ). Đường vào cửa xây vòm xuyên qua tường thành dài 23 m. Trên mỗi cửa có lầu canh gọi là thú lâu. Xung quanh tường thành là một dải đất rộng 6-7m rồi đến một con hào rộng 15–16 m, sâu 5 m thông với sông Tô Lịch và sông Hồng. Hào lúc nào cũng có nước nhưng thường chỉ cao khoảng 1 m.
Phía ngoài các cổng thành có xây một hàng tường đắp liền trên bờ hào gọi là Dương mã thành, dài 2 trượng 9 thước, cao 7 thước 5 tấc. Các Dương mã thành đều cố một cửa bên gọi là Nhân Môn. Từ ngoài thành đi vào đều phải đi qua Nhân Môn rồi mới đến cổng thành.
Phía trong thành được bố trí như sau:
Ở trung tâm thành là điện Kính Thiên được xây dựng từ thời Lê trên núi Nùng. Điện dựng trên những cột gỗ lim lớn người ôm không xuể. Thềm điện có hai đôi rồng đá rất đẹp cũng từ thời Lê. Sau điện này bị người Pháp phá hủy và xây trên nền cũ tòa nhà Con Rồng để làm trụ sở pháo binh Pháp. Sau năm 1954 nhà con Rồng lại trở thành trụ sở của Bộ Tổng Tham mưu Quân đội Nhân dân Việt Nam. Đây cũng chính là nơi diễn ra cuộc họp Bộ Chính trị mở rộng ngày 21 tháng 3 năm 1975 hạ quyết tâm giải phóng miền Nam trong hai năm 75-76.
Phía đông thành là nhiệm sở của Tổng trấn Bắc thành Nguyễn Văn Thành đầu triều Nguyễn. Phía tây là kho thóc, kho tiền, và dinh bố chính là viên quan phụ trách những kho ấy.
Năm 1812 dựng Cột cờ Hà Nội ở phía nam thành.
Năm 1835, vì cho rằng thành Hà Nội cao hơn kinh thành Huế, Minh Mạng cho xén bớt 1 thước 8 tấc, thành Hà Nội chỉ còn cao chừng 5 m
Năm 1848, vua Tự Đức cho phá dỡ các cung điện thời nhà Hậu Lê còn lại trong thành, những đồ chạm khắc mỹ thuật bằng gỗ, đá đều đưa về Huế để trang trí các cung điện trong đó, chỉ còn sót lại rồng đá ở điện Kính Thiên...

## Các di tích
Phạm vi di sản thế giới được công nhận là 20 ha (trên tổng số 140 ha của Hoàng thành) gồm khu khảo cổ ở số 18 đường Hoàng Diệu và khu vực được giới hạn bởi 4 tuyến đường Điện Biên Phủ, Nguyễn Tri Phương, Phan Đình Phùng và Hoàng Diệu. Các di tích tiêu biểu của khu di tích:

### Khu khảo cổ 18 Hoàng Diệu

Sơ đồ khai quật khu vực 18 Hoàng Diệu và chính điện Kính Thiên được công bố bởi Viện nghiên cứu Kinh thành

Di tích này bao gồm tầng dưới cùng là một phần bên phía đông của thành Đại La dưới thời Cao Biền, nhà Đường, tầng trên là cung điện nhà Lý và nhà Trần, tiếp theo là một phần trung tâm của đông cung nhà Lê và trên cùng là một phần của trung tâm tòa thành tỉnh Hà Nội thế kỷ XIX.
Bề mặt Lý-Trần ở tầng hai có rất nhiều hiện vật được phát hiện, như những nền cung điện, có kích thước một chiều hơn 60 mét, chiều kia 27 mét. Có 40 chân cột, rồi cả giếng cổ, gạch, phù điêu. Có tượng rồng, phượng mà được các nhà nghiên cứu mỹ thuật khẳng định là mô típ hoa văn thời Lý. Rồi đến những tầng lớp bên trên, thời Lê, Nguyễn đều tìm được nhiều hiện vật. Tổng cộng là ba triệu hiện vật. Khi tiến hành khai quật ở hố B16 thuộc địa điểm dự kiến xây dựng toà nhà Quốc hội mới, Viện khảo cổ học đã phát hiện một toà lâu đài 3 tầng lầu, 4 mái, dạng hình tháp toạ lạc trên một diện tích xấp xỉ 1000 m2 thuộc hệ thống các cung điện Thăng Long xưa. Theo đánh giá thì đây là công trình đầu tiên, có tầm cỡ và giá trị nhất được tìm thấy từ trước đến nay. Việc phát hiện ra lâu đài này được coi là bằng chứng rõ ràng nhất về sự hoành tráng của kinh thành Thăng Long từ thời Lý-Trần. Mặc dù trước đây các nhà khảo cổ đã đoán định được di chỉ này nằm trong khu vực hoàng thành, thậm chí là cấm thành Thăng Long suốt từ thời Lý, Trần đến Lê nhưng do tiến hành khai quật quá nhanh khiến cho nhiều tầng lớp kiến trúc không thể hiện rõ.

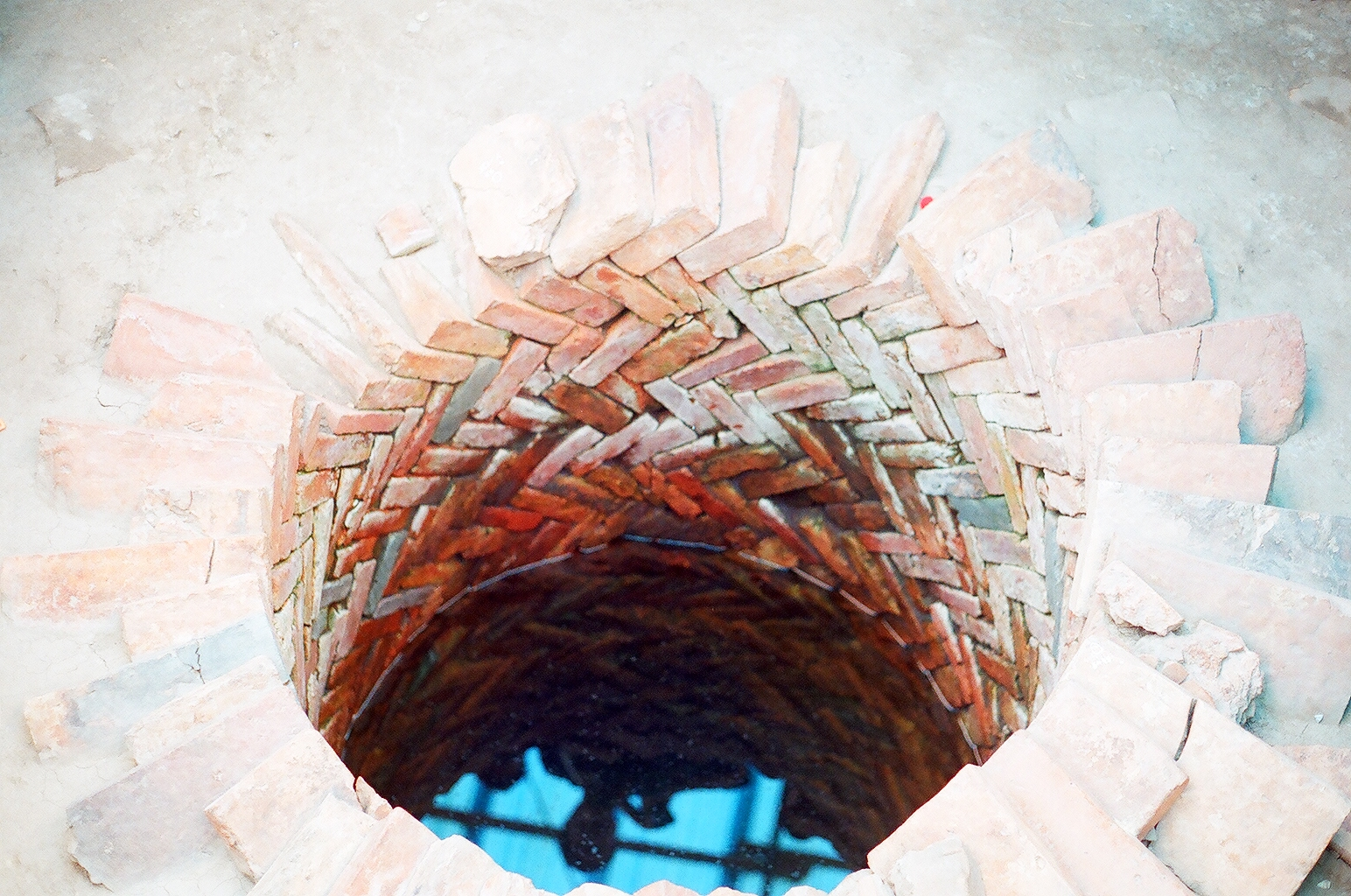
Giếng nước thời Trần, gạch ghép kiểu lá nem rất kiên cố

Giai đoạn đầu, tại các hố A1, A1MR, A2, A2MR, A3, A4, A9, A10, A11, A12, A13 trong các lớp đất ở độ sâu trung bình trên dưới – 1,50 m so với "cốt" cao độ của mặt bậc thềm đá Đoan Môn, xuất lộ những ô sỏi trộn lẫn đất sét. Sỏi ở đây khá thống nhất về kích thước, chỉ khoảng bằng hoặc to hơn đầu ngón chân cái, chứng tỏ đã được chọn lọc. Hiện vật thu được trong các lớp đất này được xác định có niên đại thời Lý. Các ô sỏi này thường có hình gần vuông, mỗi cạnh khoảng 1,30 m và ăn sâu xuống các lớp dưới, dày trên dưới 1,00 m. Điều này chứng tỏ đây là các hố đào có chủ đích để đầm - nhồi sỏi cuộn với đất sét. Đáy của các hố sỏi này nằm trong lớp đất chứa các hiện vật được xác định có niên đại Đinh - Tiền Lê.
Các ô sỏi nói trên xuất hiện trong các hố từ A1 đến A18. Tổng cộng có tất cả 40 ô sỏi, xếp thành 04 hàng dọc (hai hàng phía đông có 10 ô trong một hàng, hai hàng phía tây mỗi hàng chỉ có 09 ô). Có lẽ đây chính lá các hố sỏi gia cố dưới các chân tảng đá kê dưới chân các cột. Nói chính xác, theo ngôn ngữ kiến trúc – xây dựng, đó là các móng trụ. Kết quả đo đạc đã giúp khẳng định đây là phế tích của một kiến trúc có bộ khung chịu lực bằng gỗ có 04 hàng chân cột. Khoảng cách giữa các cột Quân với các cột Cái là khoảng 3,00 m. Khoảng cách giữa các cột Cái là khoảng 6,00 m. Từ Bắc xuống Nam đã xác định được 10 vì, nghĩa là ít nhất kiến trúc này có 09 gian. Tuy nhiên, chưa thể khẳng định về số gian bởi dấu vết của kiến trúc này còn phát triển kéo dài về phía Bắc, ngoài khu vực khai quật. Bước gian của kiến trúc này rất lớn, khoảng 5,80 m – 6,00 m. Trên thực tế, bước gian của các di tích kiến trúc bằng gỗ cổ truyền hiện còn đứng vững trên mặt đất thường nhỏ hơn.
Chưa lý giải được nguyên nhân của sự chênh lệch về số lượng các móng trụ của các hàng móng trụ phía Tây nhưng ở đây chắc chắn đã có 04 móng trụ sỏi gia cố cho 01 chân tảng cột Cái và 03 chân tảng cột Quân. Khoảng cách giữa hai hàng móng trụ sỏi cuối cùng chỉ là 4,1 m chứng tỏ đây chính là không gian của chái phía Nam. Cách tim của các móng trụ gia cố chân tảng cột Quân phía Đông khoảng 4,5 m và chạy dài suốt chiều rộng của "toà nhà nhiều gian" nói trên còn thấy xuất lộ một cống thoát nước được xây-xếp bằng gạch (hoàn toàn không thấy dấu vết của chất kết dính dạng vôi vữa), lòng cống rộng 0,17 m – sâu 0,20 m. Ngoài lớp gạch đặt nằm làm đáy, hai bên thành của rãnh thoát nước này được xếp nghiêng hai lớp gạch. Kích thước trung bình của gạch ở đây là 0,36 m x 0,20 m x 0,05 m). Về phía Đông, sát cạnh cống thoát nước này là một thềm gạch rộng 0,76 m chạy dọc suốt chiều dài đường cống. Gạch lát thềm là gạch vuông 0, 38m x 0,38 m x 0,07m. Có chỗ còn lát lẫn cả gạch in hoa.
Cách tim của các móng trụ gia cố chân tảng cột Quân phía tây khoảng 2,5m cũng xuất lộ một cống thoát nước khác. Dấu vết của cống phía tây bị đứt quãng ở góc Tây Nam "toà nhà nhiều gian", khu vực bị mất 04 móng trụ gia cố chân tảng. Gạch xây-xếp cống thoát nước này là loại chuyên dụng, được sản xuất chỉ để dùng làm cống-rãnh. Các viên dùng lát đáy có mặt cắt hình thang cân. Những viên dựng hai bên thành có hình bình hành. Với hình dáng đặc biệt như vậy nên chỉ cần đào rãnh, đặt các viên gạch chuyên dụng này xuống là thành cống. Cách tim của các hố sỏi gia cố chân tảng cột Quân phía nam khoảng 4,5 m lại cũng xuất lộ một đoạn cống xây xếp bằng gạch chuyên dụng tương tự. Các đoạn cống xây xếp bằng gạch chuyên dụng phía tây và phía nam "toà nhà nhiều gian" nếu còn nguyên vẹn sẽ "bắt" vuông góc chái Tây Nam. Các đường cống này chính là các rãnh thoát nước mưa của "toà nhà nhiều gian". Các cống này đều không có nắp để có thể hứng nước mưa rơi thẳng xuống từ hàng ngói lợp cuối cùng của mái. Nghĩa là các rãnh thoát nước mưa này chính là giới hạn của mặt bằng mái. Nói cách khác, số đo giữa các rãnh thoát nước này cho biết về chiều rộng và chiều dài của công trình kiến trúc. Khoảng cách từ tim rãnh thoát nước phía Tây đến tim rãnh thoát nước phía Đông là 17,65 m. Đó chính là kích thước chiều rộng của "toà nhà nhiều gian" này. Chiều dài của kiến trúc này hiện chưa khẳng định được. Nhưng nếu giả định "toà nhà nhiều gian" có 09 gian thì kích thước này sẽ là khoảng 67 m. Theo số đo, phế tích này cho thấy một công trình kiến trúc to lớn theo đúng nghĩa đen. Tuy nhiên chưa thể xác định công năng của kiến trúc này. Chỉ biết rằng "toà nhà nhiều gian" này chạy dài theo trục Bắc – Nam, mở cửa ra cả hai hướng Đông và Tây.
Về phía Tây của toà nhà nhiều gian, cách tim các móng trụ sỏi gia cố hàng chân tảng cột Quân phía tây 4, 90m, đã tìm thấy những móng trụ gia cố chân tảng khác. Vật liệu gia cố có phần đa dạng hơn, ngoài sỏi (tương tự như sỏi ở các hố đã nêu trên) còn có cả ngói vỡ vụn, được nhồi đầm theo chu kỳ 1 lớp sỏi lại 1 lớp ngói vụn. Hình dạng của các hố đào cũng khác, có hố tròn (đường kính từ 1,10 m đến 1,30 m), có hố vuông (1,20 m x 1,20 m). Bố cục của các móng trụ chân tảng này khá đặc biệt: 06 trụ móng tròn quây quanh một số trụ móng ở chính giữa. Khoảng cách trung bình giữa tim của các móng trụ tròn là khoảng 1,30 m. Tim móng trụ vuông trùng với tâm của đường tròn ngoại tiếp hình lục giác, cách tim các móng trụ tròn một khoảng 1,30 m.
Các cụm móng trụ gia cố chân tảng này trải dài suốt mặt phía tây của toà nhà nhiều gian. Khoảng cách giữa các cụm (đếm được tất cả 11 cụm), không thật đều, xê xích từ 8 m đến 12 m. Theo các nhà khảo cổ, một cụm móng trụ gia cố chân tảng như vậy là phế tích của một kiểu lầu lục giác nhỏ, được dựng nhằm phục vụ nhu cầu thưởng ngoạn. Theo GS. Trần Quốc Vượng, Việt Sử lược có ghi nhận về loại hình kiến trúc này, gọi là các Trà đình. Trong các hố A19, A20, A20MR và A21 cũng xuất lộ nhiều móng trụ sỏi.
Ngay gần chái phía Nam của toà nhà nhiều gian thuộc phạm vi hố A19 có một số móng chân tảng nhưng kết quả đo đạc không xác định được thật rõ ràng về kiến trúc từng tồn tại ở đây. Phía Bắc hố A20 xuất lộ hai hàng móng trụ sỏi gia cố, mỗi hàng 05 móng trụ, khoảng cách giữa tim hai hàng là 3,40 m. Hiện trạng và số đo cho phép giả định đây là một kiến trúc có hướng chạy dài theo trục Đông - Tây (vuông góc với toà nhà nhiều gian). Số đo bước gian đo được của kiến trúc này theo chiều từ Đông sang Tây là: 3,30m - 5,45m - 5,30m. Các khoảng cách khác chưa khẳng định được vì một số móng trụ sỏi đã bị mất và vì kiến trúc này còn tiếp tục kéo dài về phía Đông, ra ngoài khu vực khai quật. Các nhà khảo cổ cho rằng đây có lẽ là phế tích của một toà nhà có 3 gian hai chái. Ở phía Nam hố A20 đã xuất lộ một cụm phế tích rõ ràng hơn.
Khác với các phế tích vừa mô tả, cụm phế tích này còn cả chân tảng đá đặt nguyên vị trí (in situ) trên hố gia cố. Thực tế này đã khẳng định chính xác về công năng của các hố sỏi. Hố gia cố chân tảng ở đây hình vuông (1,30 m x 1,30 m). Vật liệu gia cố hỗn hợp cả sỏi nhỏ, gạch, đá vụn. Tất cả còn 09 chân tảng, xếp hàng 04 hàng. Theo trục Đông - Tây, các chân tảng cách đều nhau một khoảng 5,75 m.
Các chân tảng đều được làm bằng sa thạch (grès) màu xám. Mặt chân tảng chạm cánh sen mang phong cách nghệ thuật Lý. Đường kính trong của vành hoa sen này là 0,49 m. Trên mặt nhiều chân tảng còn rất rõ dấu vết cho biết cột gỗ dựng trên đó có đường kính 0,43m. Tuy nhiên ở vị trí sẽ đặt xà ngưỡng, mặt tảng để trơn, không chạm cánh sen. Nối dài hai bên (đông, tây) một số chân tảng cũng còn giữ nguyên một số viên gạch (0,38m x 0,15 m x 0,11 m) của hàng gạch đỡ dưới xà ngưỡng. Với dấu vết của các xà ngưỡng này cho thấy có lẽ đây là hai kiến trúc dạng hành lang, chạy dài theo Đông - Tây. Đặc biệt, cụm phế tích này còn giữ nguyên vẹn một số đoạn thềm hiên lát gạch ở phía ngoài xà ngưỡng, rộng trên dưới 1, 00m tính từ tim chân tảng. Thềm gạch này được xây xếp bởi 8 hàng gạch (0,39 m x 0,20m x 0,05 m) cao hơn mặt sân 0,36 m. Sân gạch chạy giữa hai hành lang này được lát gạch vuông (0,38 m x 0,38m x 0,06 m). Theo các nhận định ban đầu cho rằng các phế tích kiến trúc ở phía Bắc khu A là của một tổ hợp kiến trúc có liên quan mật thiết với nhau, bao gồm: một tòa nhà nhiều gian có chiều rộng 17,65 m, chạy dài ít nhất 09 gian (khoảng 67 m) và một dãy các lầu lục giác. Điều đáng quan tâm là sự liên hệ, tiếp nối giữa các kiến trúc này. Hiện trường còn rất rõ một số mảng nền lát gạch vuông (0,38 m x 0,38m x 0,08 m), nối liền từ mép rãnh thoát nước phía Tây tòa nhà nhiều gian với các lầu lục giác.
Chiều rộng của nền gạch này đo được 2,60 m. Nhiều viên gạch vuông của nền gạch nói trên đã được cắt chéo để lát sát vào hàng gạch chữ nhật (0, 39 m x 0,18 m x 0,06 m) xây nghiêng bao quanh mặt nền của lầu lục giác.

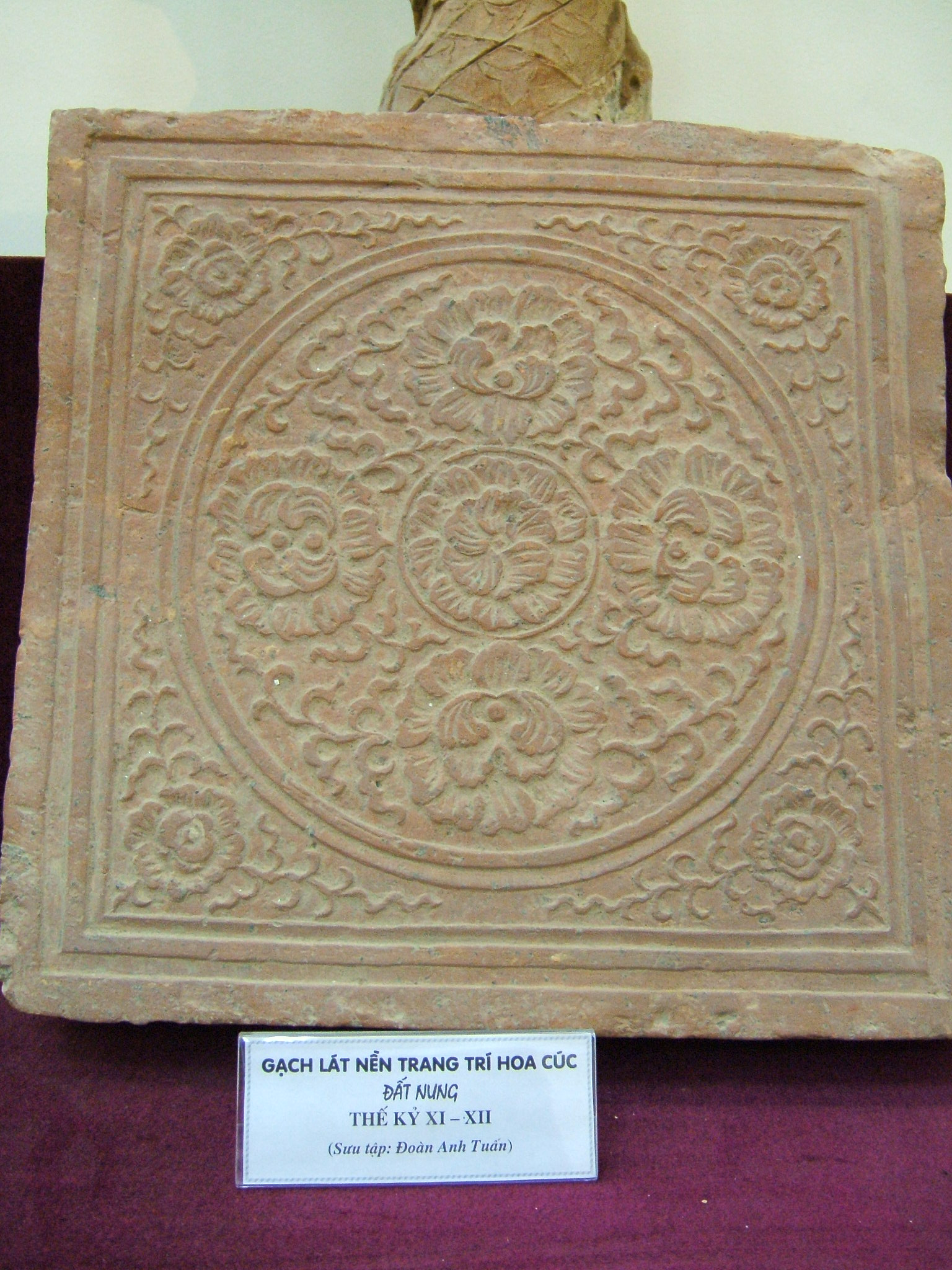
Gạch làm bằng đất nung trang trí hoa cúc

Căn cứ vào dấu vết của nền lát gạch vuông này, các nhà khảo cổ nhận định khả năng tòa nhà nhiều gian và các lầu lục giác có cùng một niên đại khởi dựng.
Về niên đại: Để định niên đại cho các dấu tích kiến trúc đã xác định ở khu A, các nhà khảo cổ dùng phương án đối chiếu và so sánh tổng hợp, kết hợp với việc phân tích địa tầng. Trước hết các nhà khảo cổ tập trung vào các trụ móng sỏi có chuẩn niên đại tương đối. Như đã trình bày, ở khu A20 còn có 8 trụ móng sỏi còn nguyên chân tảng đá xếp tại chỗ. Các chân tảng đều bằng đá cát, các cánh sen thon thả, trau chuốt, đẹp tương tự như chân tảng đá hoa sen thời Lý ở tháp Tường Long (Hải Phòng) năm 1057, tháp Chương Sơn (Nam Định)... Chiều rộng của nền gạch này đo được 2, 60m. Nhiều viên gạch vuông của nền gạch nói trên đã được cắt chéo để lát sát vào hàng gạch chữ nhật (0,39 m x 0,18 m x 0,06 m) xây nghiêng bao quanh mặt nền của lầu lục giác.
Đồng thời tại khu vực hố A20 có khá nhiều các di vật lá đề và gốm sứ thời Lý. Các loại gạch có thềm hiên nhà đều còn nguyên vẹn và dáng hình, sắc màu đều giống hệt như các viên gạch xây các tháp Lý vừa dẫn. Từ các tư liệu trên đây chúng tôi tin rằng đây là dấu tích kiến trúc của thời Lý. Niên đại này được củng cố khi so sánh mặt bằng của hai kiến trúc này là tương đương với địa tầng chuẩn Lý - Trần ở Đoan Môn đều ở độ sâu khoảng 2 m. Khi đó có các móng trụ có niên đại tương đối ta có thể so sánh tìm hiểu niên đại của các móng trụ khác. Ta sẽ thấy, móng trụ sỏi ở kiến trúc nhiều gian, ở lầu lục giác giống hệt về kỹ thuật, vật liệu, kích thước với các trụ móng sỏi Lý ở khu A20 .
Về địa tầng các trụ móng đó cùng độ sâu 1,80 m - 2,20 m với các kiến trúc ở A20, tức là đều nằm trong khoảng niên đại khoảng thời Lý. Hơn nữa xét về mặt kỹ thuật xây dựng, các móng trụ ở đây cũng đều thuộc kỹ thuật của thời Lý và thời Trần. Trong thời Lý, kỹ thuật gia cố sỏi đặc biệt thấy rõ ở chùa Lạng (Hưng Yên), tháp Chương Sơn (Nam Định), tháp Phổ Minh (Nam Định).
Các trụ móng sỏi ở thời Lý thường được gia cố rất chặt chẽ. Điều này khác với các trụ móng sỏi thời muộn hơn (có thể là thời Lê), có gia cố sỏi nhưng sơ sài hơn rất nhiều và ở độ sâu cao hơn. Nói cách khác các trụ móng sỏi Lê nằm ở mặt bằng cao hơn mặt bằng Lý - Trần. Hơn nữa, như đã nói trên, phủ trên mặt bằng của khu vực của các trụ móng thời Lý là một lớp di vật có niên đại Lý nên có thế tin rằng hầu hết các trụ móng ở đây đều thuộc thời Lý. Điều này còn được khẳng định thêm khi phát hiện một hồ nước cổ hình chữ nhật phía Nam khu kiến trúc nhiều gian bị lấp đầy vật liệu Lý, Trần. Điều này chứng tỏ hồ nước này đã bị lấp trong thời Trần. Hồ nước này đả phá vào móng kiến trúc lầu lục giác và một phần móng trụ của 'kiến trúc nhiều gian. Các nhà khảo cổ cho rằng hồ này được đào vào đầu thời Trần và bỏ đi vào khoảng cuối thời Trần. Do đó ta cũng thấy các trụ móng sỏi đã xuất lộ ở cùng mặt bằng đều thuộc thời Lý.
Kiến trúc cổ truyền Việt là các công trình có hệ chịu lực bằng khung gỗ, với cấu kiện cơ bản là hệ thống cột. Vì vậy, người Việt chỉ chú trọng gia cố nền mà không cần đến móng. Sức nặng của công trình được phân tán qua hệ cột nên chân các cột đá được gia cố bằng các chân tảng đá có kích thước lớn gấp nhiều lần đường kính cột. Hiện trạng khảo cổ học (tầng văn hoá, hiện vật) và kết quả khảo sát địa chất khu vực này cho phép khẳng định có một dòng chảy cổ (theo hướng Bắc - Nam) ở phía Tây các phế tích nói trên. Nền đất tự nhiên chịu tải kém nên các công trình kiến trúc ở đây đều có hệ thống hố gia cố chân tảng. Đây là một thành tựu, một tiến bộ kỹ thuật của người Việt trong xây dựng. Với khảo cổ học kiến trúc (hay khảo cổ học đô thị), các phế tích nói trên còn cung cấp những hiểu biết mới, có tính chất lý thuyết về việc gia cố chân tảng, về cách thức xác định kích thước - quy mô của một kiến trúc qua các dấu vết của phế tích. Kỹ thuật này đã được thấy ở cố đô Hoa Lư thời Đinh - Tiền Lê. Ở kỹ thuật xây trụ móng được thực hiện bằng các móng bè bằng gỗ lim cao 5 lớp kết hợp với lớp móng trụ đá ở bên trên. Đến thời Lý và thời Trần, kỹ thuật này bây giờ xử lý hoàn toàn bằng sỏi và gạch vụn, sành vụn. Móng trụ bằng sỏi thời Lý và thời Trần có quy mô và chắc chắn nhất trong lịch sử kiến trúc Việt Nam.
Các phế tích kiến trúc ở khu A còn cần được nghiên cứu kỹ hơn. Kiến giải của các nhà khảo cổ về một số phế tích chỉ là những nhận định ban đầu. Tuy chưa thể khẳng định về quy mô và công năng của tất cả các công trình nhưng rõ ràng các phế tích này cho thấy một quần thể kiến trúc toà ngang dãy dọc khá phong phú. Dung mạo của một bộ phận Hoàng Thành Thăng Long xưa đã hiển hiện qua dấu vết vật chất chứ không chỉ là hình ảnh của sách vở, chữ nghĩa. Cùng những phát hiện quan trọng về các dấu tích kiến trúc, một số lượng lớn đồ gốm sứ là những vật dụng dùng hàng ngày trong Hoàng cung qua nhiều thời kỳ cũng được tìm thấy. Những khám phá này đã thực sự mở ra một cánh cửa mới cho việc nghiên cứu về gốm Thăng Long và gốm dùng trong Hoàng cung Thăng Long qua các Triều đại.
 Năm 1848, vua Tự Đức cho tháo dỡ hết những cung điện còn lại ở Hà Nội chuyển vào Huế.

### Cột cờ Hà Nội

Cột cờ Hà Nội trên một tấm bưu thiếp đầu thế kỷ XX

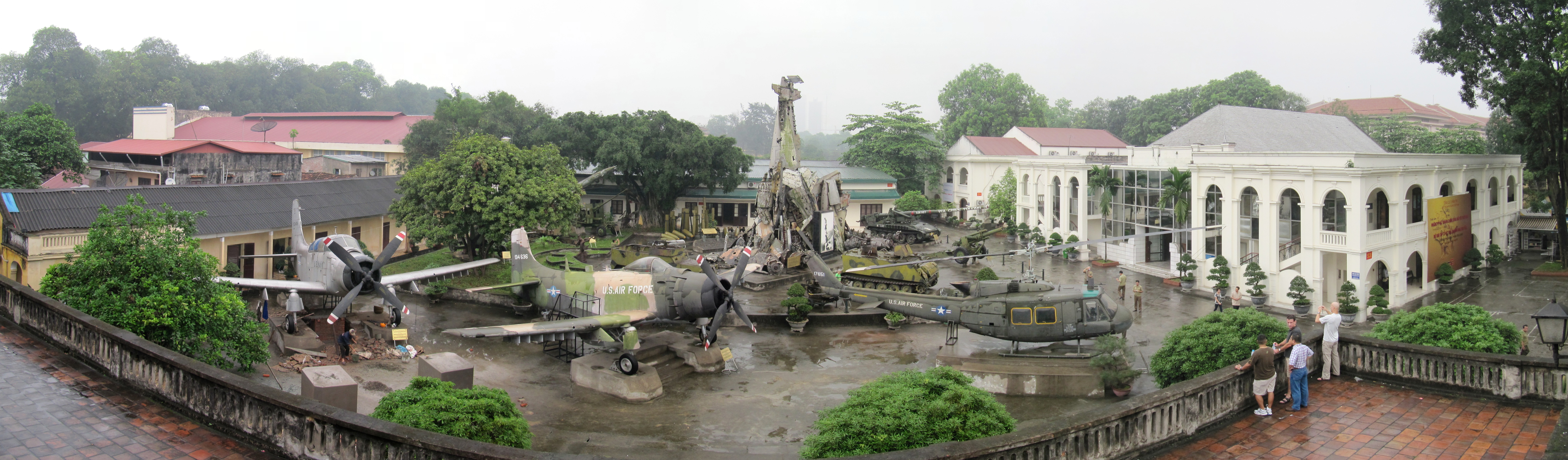
Bảo tàng Lịch sử Quân sự Việt Nam (cơ sở cũ, hiện đã được bàn giao để nhất thể hóa di tích)

Cột cờ Hà Nội là di tích được xây dựng năm 1812 dưới triều vua Gia Long cùng lúc xây thành Hà Nội theo kiểu Vô-băng (Vauban). Cột cờ cao 60 m, gồm có chân đế, thân cột và vọng canh. Chân đế hình vuông chiếm một diện tích là 2007 m² và gồm 3 cấp thóp dần lên. Mỗi cấp đều có tường hoa với hoa văn bao quanh. Từ mặt đất lên tới chân cấp thứ 2 phải leo 18 bậc tại mặt phía Đông và mặt phía Tây. Muốn từ cấp 2 lên cấp 3 cũng phải leo 18 bậc ở hai cửa hướng Đông và Tây. Còn cấp thứ 3 có 4 cửa Đông, Tây, Nam, Bắc (với các tên "Nghênh húc" (Đón ánh nắng ban mai), "Hồi quang" (ánh nắng phản chiếu), "Hướng Minh" (hướng về ánh sáng)...) và từ cạnh dưới lên tới cạnh trên phải qua tới 14 bậc cầu thang và nhiều kiến trúc khác.......

### Đoan Môn

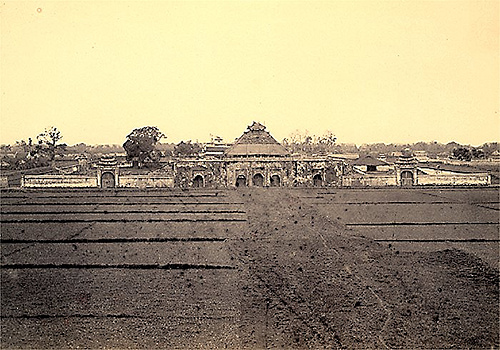
Đoan Môn khoảng 1884-1885

Đoan Môn là cửa vòm cuốn dẫn vào điện Kính Thiên. Đoan Môn gồm năm cổng xây bằng đá. Phía ngoài là cửa Tam Môn khoảng 1812 - 1814, vua Gia Long cho phá để xây Cột Cờ (nay vẫn còn sừng sững). Năm 2002, giới khảo cổ học Việt Nam được phép đào phía trong Đoan Môn đã tìm thấy "lối xưa xe ngựa" thuộc thời Trần, dùng lại nhiều gạch Lý. Nếu tiếp tục khai quật, sẽ có thể thấy cả con đường từ Đoan Môn đến điện Kính Thiên ở phía Bắc và cửa Tây Nam thành Hà Nội.

### Điện Kính Thiên
Điện Kính Thiên (chữ Hán: 敬天殿) là di tích trung tâm, là hạt nhân chính trong tổng thể các địa danh lịch sử của thành cổ Hà Nội. Điện Kính Thiên chiếm vị trí trung tâm của khu di tích. Trước điện Kính Thiên là Đoan Môn rồi tới Cột Cờ Hà Nội, phía sau có Hậu Lâu, Cửa Bắc, hai phía đông và tây có tường bao và mở cửa nhỏ. Dấu tích điện Kính Thiên hiện nay chỉ còn là khu nền cũ. Phía nam nền điện còn có hàng lan can cao hơn một mét. Mặt trước, hướng chính nam của điện Kính Thiên xây hệ thống bậc lên bằng những phiến đá hộp lớn. Thềm điện gồm 10 bậc, 4 rồng đá chia thành 3 lối lên đều nhau tạo thành thềm rồng. Bốn con rồng đá được tạo tác vào thế kỷ 15 thời nhà Lê. Điêu khắc rồng đá điện Kính Thiên là một di sản kiến trúc nghệ thuật tuyệt tác, tiêu biểu cho nghệ thuật điêu khắc thời Lê sơ. Được chạm trổ bằng đá xanh, rồng đá có đầu nhô cao, đầu to, mắt tròn lồi, sừng dài có nhánh, bờm lượn ra sau, miệng hé mở, ngậm hạt ngọc. Thân rồng uốn lượn mềm mại thành nhiều vòng cung, nhỏ dần về phía nền điện ở trên. Trên lưng rồng có đường vây dài nhấp nhô như vân mây, tia lửa. Hai thành bậc ở hai bên thềm điện là hai khối đá chạy dài, chính là hai con rồng được cách điệu hoá. Nền điện Kính Thiên và đôi rồng chầu đã phần nào phản ánh được quy mô hoành tráng của điện Kính Thiên xưa.

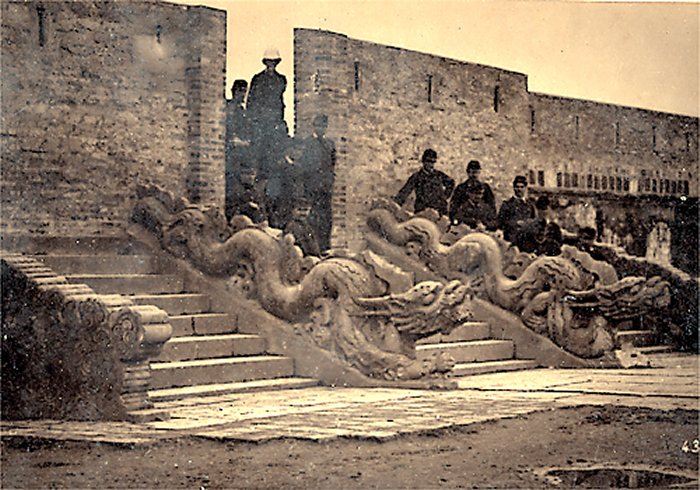
Điện Kính Thiên Năm 1886

Năm Ất hợi 1879 khi Trương Vĩnh Ký ra Hà Nội ông có vào điện Kính Thiên xem qua và kể lại trong Chuyến đi Bắc Kỳ năm Ất hợi. Dù trong thời buổi suy tàn đó khi quân Pháp đã đánh chiếm thủ phủ Bắc Kỳ những cột gỗ lim theo bản tường trình tả có tầm vóc rất lớn, chu vi bằng một người ôm. Những điện đài phía sau điện Kính Thiên lúc đó đã hư hại nhiều nhưng vẫn để lại ấn tượng cho người khách Nam Kỳ.

### Nhà D67
Từ Tổng hành dinh - Nhà D67 Khu A Bộ quốc phòng, Bộ Chính trị và Quân uỷ Trung ương đã đưa ra những quyết định lịch sử, đánh dấu những mốc son của cách mạng Việt Nam. Đó là: Tổng tiến công Tết Mậu Thân 1968, Cuộc Tổng tiến công năm 1972, Đánh thắng hai cuộc chiến của Mỹ mà đỉnh cao là 12 ngày đêm cuối năm 1972, Tổng tiến công năm 1975 đỉnh cao là chiến dịch Hồ Chí Minh.

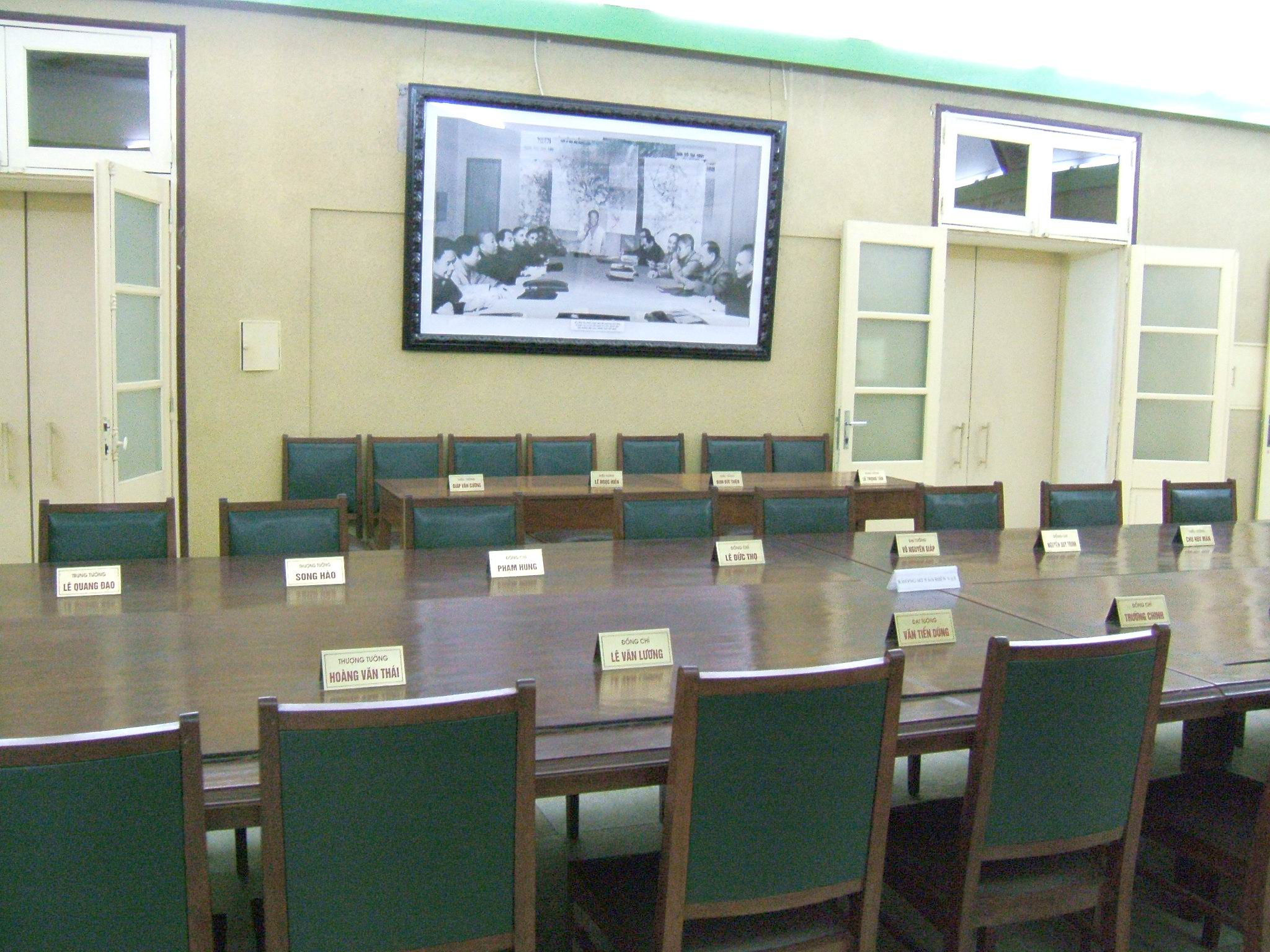
Phòng họp Bộ Chính trị và Quân ủy Trung ương trong hầm ngầm D67

Khu hầm lớn nhất nằm dưới khoảng sân nối giữa điện Kính Thiên và nhà D67 dành cho Bộ Chính trị và Quân ủy trung ương gọi là hầm D67. Hai đường dẫn xuống hầm bắt nguồn từ hai phòng làm việc của tướng Giáp và tướng Dũng trong nhà D67, đường hầm rộng 1, 2m, có 45 bậc thang bêtông, trát đá granite. Đi sâu xuống 10m là hệ thống văn phòng của tổng hành dinh ngầm gồm bốn phòng rộng 50m2, chung một hành lang bên phải. Phòng họp hình chữ nhật toàn khối, nền lát gạch, có một cửa ra vào. Các phòng bên dành cho ban thư ký và phòng để máy móc, điện đài. Cuối cùng là phòng chứa hệ thống thông hơi, lọc khí đồ sộ chạy điện được chế tạo tại Liên Xô. Các lối lên xuống của hai đường hầm và cửa ra vào có tới sáu cửa thép sơn xanh dày 12 cm, có nhiều tay nắm và hệ thống gioăng cao su có thể ngăn nước và khí độc.
Toàn bộ hệ thống hầm ngầm đều liên hoàn đường điện máy phát. Hệ thống thông tin, liên lạc, hậu cần, lương thực... đều đầy đủ. Đầu ra của hai cửa hầm này dẫn lên phòng làm việc của hai đại tướng tại nhà con rồng. Ngoài hệ thống hầm ngầm này, khu A thành cổ còn nhiều hệ thống hầm ngầm khác. Riêng những bộ phận đã được bàn giao cho ban quản lý thành cổ là bốn khu hầm. Ngoài hầm của Bộ Chính trị vừa nói còn có hầm trước cửa nhà "con rồng" (dưới nền điện Kính Thiên), hầm gần khu làm việc của Cục Tác chiến và hầm của Ban cơ yếu có quy mô nhỏ hẹp, đơn giản hơn nhưng cũng chống được bom và tên lửa hạng nặng.

Thượng tướng Lê Ngọc Hiền cho biết: những năm 1965- 1966 Mỹ bắn phá miền Bắc, Bộ Tổng tham mưu lập kế hoạch bảo đảm an toàn cho cơ quan đầu não tại thành cổ với ba mức: báo động, xuống hầm và di tản. Hệ thống hầm ngầm sẽ được sử dụng ở mức báo động 2. Ông kể: "Nhiệm vụ thiết kế, xây dựng nhà, hầm được giao cho Bộ tư lệnh Công binh. Một số bộ phận như máy thông hơi, lọc khí, cửa sắt, điện đài... được nhập khẩu từ Liên Xô. Khoảng 300 cán bộ từ nhiều trung đoàn chuyên môn được huy động đào, xây hầm."
Hằng đêm, vào giờ giới nghiêm, thắp điện làm việc trong sự canh phòng cẩn mật. Hệ thống nhà, hầm được xây dựng sáu tháng thì hoàn tất. Bộ Chính trị, Quân ủy trung ương dời địa điểm làm việc từ nhà "con rồng" xuống nhà D67. Thời kỳ Mỹ ném bom, thỉnh thoảng Bộ Chính trị mới phải làm việc dưới hầm ngầm.
Tại hầm ngầm dành riêng cho Cục Tác chiến trong thành cổ Hà Nội hôm nay vẫn còn rất nhiều máy điện thoại thời chiến.

### Hậu Lâu

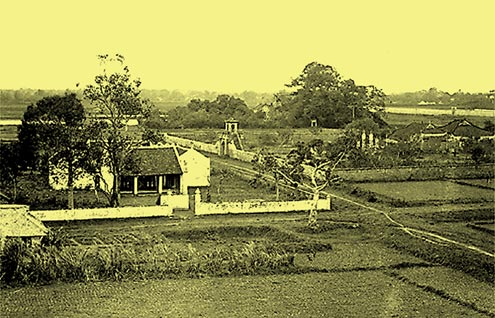
Khung cảnh Hậu Lâu xưa

Lầu Tĩnh Bắc (Tĩnh Bắc lâu) là một toà lầu xây phía sau cụm kiến trúc điện Kính Thiên là hành cung của thành cổ Hà Nội. Tuy ở sau hành cung nhưng lại là phía bắc, xây với ý đồ phong thủy giữ yên bình phía bắc hành cung, nên mới có tên là Tĩnh Bắc lâu và còn có tên là Hậu lâu (lầu phía sau), hoặc là lầu Công chúa do cho rằng đây là nơi nghỉ ngơi của các cung nữ trong đoàn hộ tống vua Nguyễn ra ngự giá Bắc thành.

### Cửa Bắc

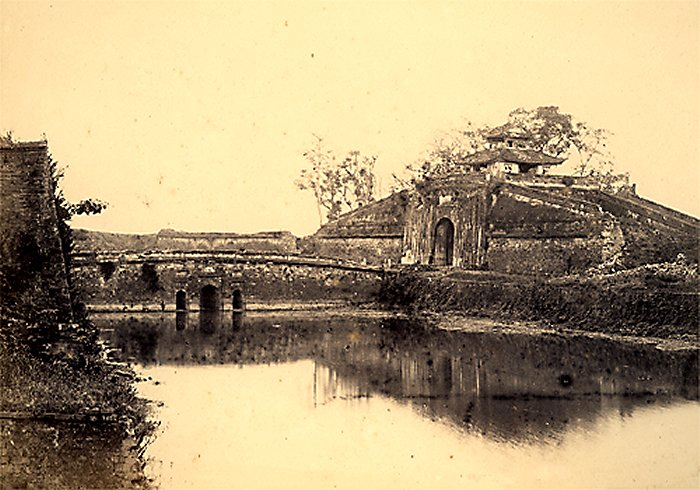
Cửa Bắc nhìn từ bên ngoài
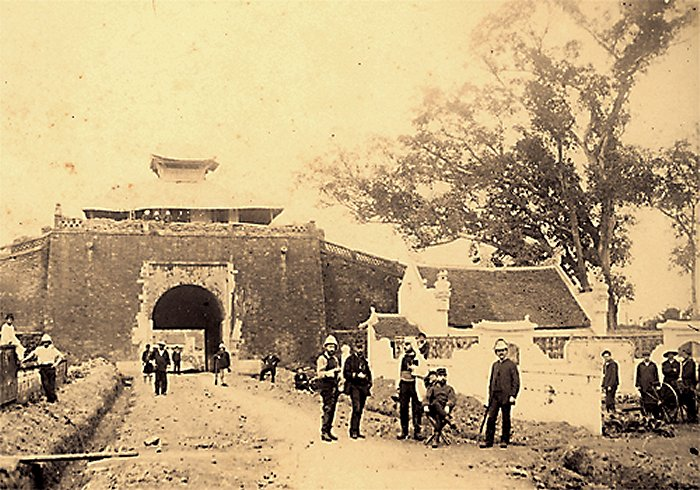
Cửa Bắc mặt bên trong thành
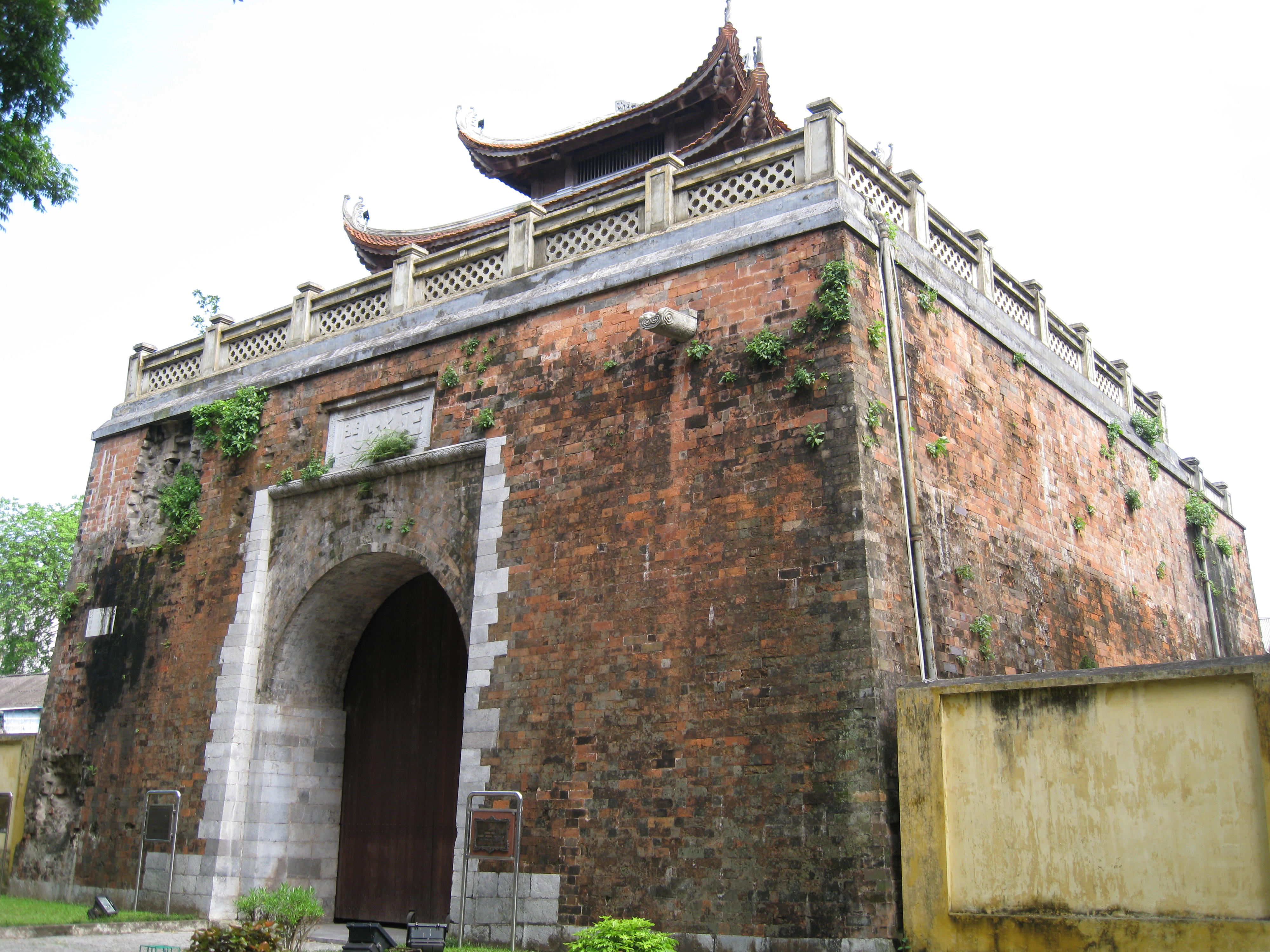
Cửa Bắc bên ngoài vào năm 2009.

Tên Hán Việt là Chính Bắc Môn (正北門), là một trong năm cổng của thành Hà Nội thời Nguyễn. Khi Pháp phá thành Hà Nội họ giữ lại cửa Bắc vì nơi đây còn hai vết đại bác do pháo thuyền Pháp bắn từ sông Hồng năm 1882 khi Pháp hạ thành Hà Nội lần thứ hai. Ngày nay trên cổng thành là nơi thờ hai vị tổng đốc Hà Nội là Nguyễn Tri Phương và Hoàng Diệu.